# Hotel Ambassador
L'Ambassador Hotel di Los Angeles, California, era un hotel di lusso costruito nel primo decennio del '900 ed aperto al pubblico nel 1921.

## Storia
Fu luogo di soggiorno di molti presidenti americani, da Hoover a Nixon, e personalità di spicco della diplomazia, del cinema e dello spettacolo mondiale fino alla sua chiusura. L'albergo, oltre a tutti i comfort di cui un hotel potesse disporre allora, comprendeva anche il famoso locale notturno, il Coconut Grove, meta di affezionate star come Frank Sinatra, Rosemary Clooney, Barbra Streisand, Judy Garland, Bing Crosby e Liza Minnelli, le quali vi si esibirono innumerevoli volte durante gli anni di attività. Tra gli anni cinquanta e gli anni settanta il Coconut e L'Ambassador ospitarono fra l'altro diverse edizioni dei Golden Globe.
L'hotel, che ospitò lo staff e la campagna elettorale di Robert F. Kennedy, il 6 giugno 1968 fu teatro del tragico attentato in cui Kennedy fu assassinato appena dopo la convention tenutasi nella sala conferenze dell'Ambassador. Dopo l'assassinio di Kennedy, l'hotel e il Coconut Grove iniziarono una lenta fase di declino che terminò nel 1989, anno in cui la struttura cessò la funzione di albergo, ma venne mantenuta in servizio per essere impiegata come location per eventi privati e set cinematografici.

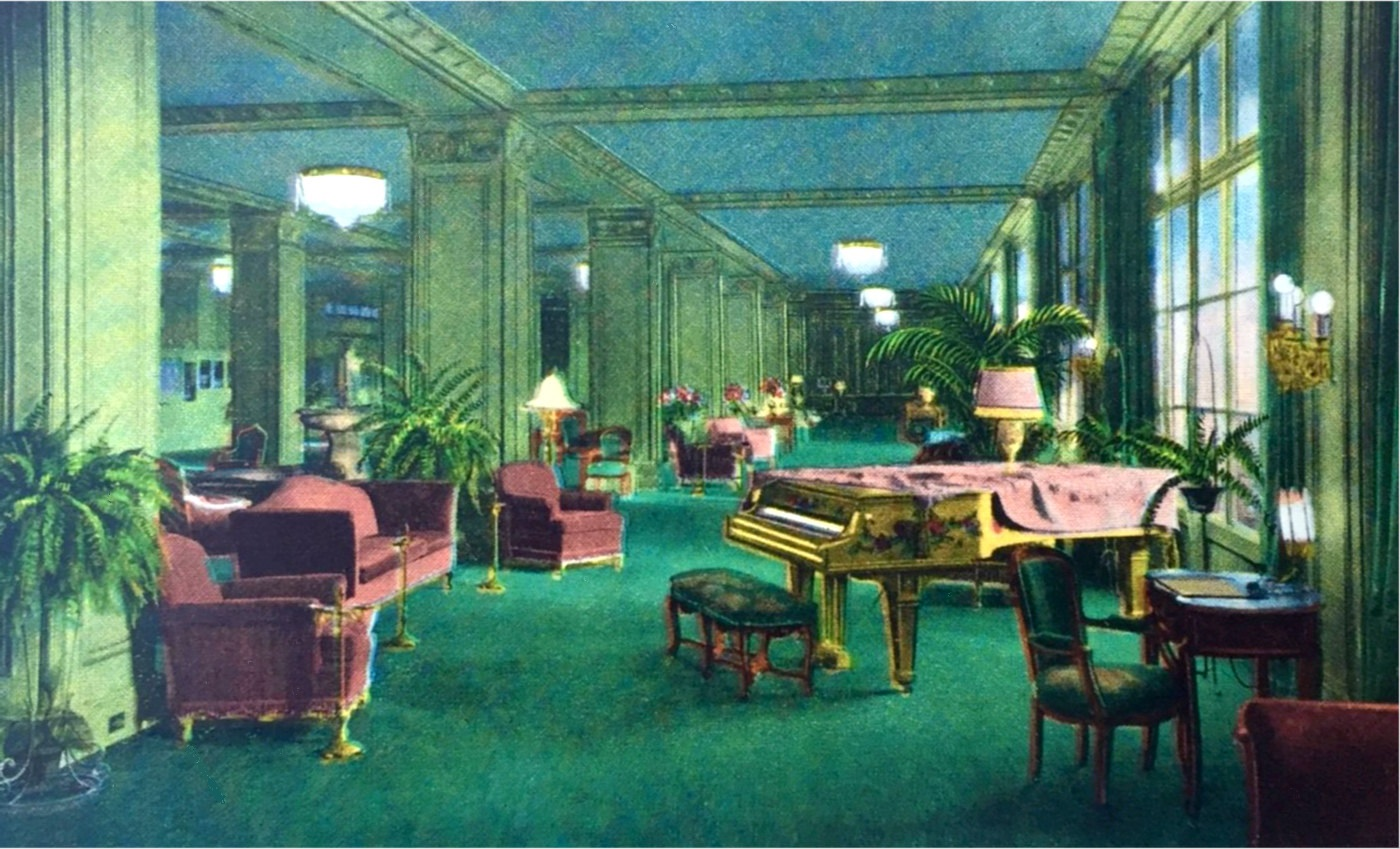
La lobby dell'hotel negli anni '20 e '30

Nel 2004 la Los Angeles Unified School District avanzò un progetto di demolizione dell'Ambassador allo scopo di costruire una nuova struttura scolastica nell'area. Fu l'inizio di una battaglia legale tra l'ente scolastico, la Los Angeles Conservancy and the Art Deco Society (la quale richiedeva la conservazione e l'integrazione di parte delle vecchie strutture dell'hotel nel nuovo progetto, nonché il salvataggio e il rilancio del Coconut Grove) e i legali di Sirhan Sirhan, l'attentatore del 6 giugno '68, i quali richiedevano nuovi rilievi nei locali per tentare di scagionare l'assistito. Tutto si concluse con la vittoria nella vertenza da parte della Los Angeles Unified School District e con il varo del nuovo progetto. L'Ambassador iniziò ad essere demolito nel 2005, demolizione che terminerà l'anno successivo. Il film del 2006 di Emilio Estevez Bobby, il quale tratta proprio i fatti dell'attentato a Kennedy, fu girato nell'hotel quando le prime fasi della demolizione erano già iniziate.
Vennero preservate solo le sezioni della hall e del Coconut Grove (che negli anni però subì innumerevoli e profonde trasformazioni e riadattamenti che ne snaturarono completamente l'aspetto iniziale). L'architetto Paul R. Williams fu incaricato della ristrutturazione del locale e del suo riadattamento ad auditorium per la nuova scuola.  Ma il progetto, che in fin dei conti prevedeva il tentativo di recupero di una struttura costruita ad inizio secolo, modificata una dozzina di volte e rimasta in stato di abbandono per decenni, fu avallato dagli enti di sicurezza americani, i quali ne suggerirono invece la quasi totale demolizione al fine di ricostruire il locale secondo lo stile originale ma attraverso moderne tecniche edilizie, rispondendo così agli attuali standard di sicurezza e stabilità degli edifici.
In seguito alle proteste da parte di molte star di Hollywood, di capi di governo e di enti culturali che vedevano l'Ambassador come un monumento alla vita mondana degli anni d'oro del dopoguerra e del boom economico, vennero apportate profonde modifiche al progetto del nuovo edificio scolastico, la cui facciata riprende, seppur in chiave moderna, l'aspetto originale di quella dell'Ambassador. Il nuovo istituto è stato inaugurato il 9 settembre 2009, con il nome di "Robert F. Kennedy Community School".

## Nella cultura di massa
Nel 1989, all'interno dell'hotel, furono girate alcune scene del film Pretty Woman, diretto da Garry Marshall e interpretato dalla coppia Julia Roberts-Richard Gere. Nella sala da ballo venne girata la scena in cui l’hotel manager insegnava a Miss Vivian come scegliere le posate.